# Robert Laboubée
Robert Laboubée (* 5. August 1927) ist ein ehemaliger belgischer Eisschnellläufer.
Laboubée nahm von 1949 bis 1954 an internationalen Rennen teil und belegte dabei bei der Mehrkampfweltmeisterschaft 1951 in Davos den 18. Platz im Großen Vierkampf. Im folgenden Jahr lief er bei seiner einzigen Teilnahme an Olympischen Winterspielen in Oslo auf den 37. Platz über 1500 m und auf den 35. Rang über 500 m. Letztmals international startete er bei der Mehrkampfeuropameisterschaft 1954 in Davos, wobei er den 39. Platz im Großen Vierkampf errang.

## Persönliche Bestleistungen
| Disziplin | Zeit        | Datum           | Ort                  |
| --------- | ----------- | --------------- | -------------------- |
| 500 m     | 45,5 s      | 26. Januar 1952 | Davos                |
| 1000 m    | 1:38,8 min  | 1. Februar 1953 | Madonna di Campiglio |
| 1500 m    | 2:26,6 min  | 24. Januar 1953 | Davos                |
| 3000 m    | 5:13,7 min  | 24. Januar 1953 | Davos                |
| 5000 m    | 9:08,9 min  | 3. Februar 1951 | Davos                |
| 10.000 m  | 18:47,9 min | 31. Januar 1953 | Madonna di Campiglio |